# Burtnieku novads
Burtnieku novads was tussen 2009 en medio 2021 een gemeente in Vidzeme in het noorden van Letland. De hoofdplaats was Matīši.
De gemeente ontstond in 2009 bij een herindeling uit de samenvoeging van de landelijke gemeenten Burtnieki, Ēvele, Matīši, Rencēni en Vecate en het landelijk gebied van Valmiera.
In juli 2021 ging Burtnieku novads, samen met de "republieksstad" Valmiera en de gemeenten Beverīnas novads, Kocēnu novads, Mazsalacas novads, Naukšēnu novads, Rūjienas novads en Strenču novads, op in de nieuwe gemeente Valmieras novads.
Het aantal inwoners, dat in 2009 nog 8657 bedroeg, is in 2018 gedaald tot 7655. De bevolking bestond toen uit 85% Letten, 9% Russen, 2% Wit-Russen en 1,5% Oekraïners.
Het Burtnieksmeer (Burtnieku ezers) ten noorden van Burtnieki behoorde tot deze gemeente. 
Steden van de Republiek (republikas pilsētas):

Daugavpils · Jēkabpils · Jelgava · Jūrmala · Liepāja · Rēzekne · Riga · Valmiera · Ventspils

Gemeenten (novadi):

Aglona · Aizkraukle · Aizpute · Aknīste · Aloja · Alsunga · Alūksne · Amata · Ape · Auce · Ādaži · Babīte · Baldone · Baltinava · Balvi · Bauska · Beverīna · Brocēni · Burtnieki · Carnikava · Cēsis · Cesvaine · Cibla · Dagda · Daugavpils · Dobele · Dundaga · Durbe · Engure · Ērgļi · Garkalne · Grobiņa · Gulbene · Iecava · Ikšķile · Inčukalns · Ilūkste · Jaunjelgava · Jaunpiebalga · Jaunpils · Jēkabpils · Jelgava · Kandava · Kārsava · Kocēni · Koknese · Krāslava · Krimulda · Krustpils · Kuldīga · Ķegums · Ķekava · Lielvārde · Līgatne · Limbaži · Līvāni · Lubāna · Ludza · Madona · Mālpils · Mārupe · Mazsalaca · Mērsrags · Naukšēnu · Nereta · Nīca · Ogre · Olaine · Ozolnieki · Pārgauja · Pāvilosta · Pļaviņas · Preiļi · Priekule · Priekuļi · Rauna · Rēzekne · Riebiņi · Roja · Ropaži · Rucava · Rugāji · Rundāle · Rūjiena · Salacgrīva · Sala · Salaspils · Saldus · Saulkrasti · Sēja · Sigulda · Skrīveri · Skrunda · Smiltene · Stopiņi · Strenči · Talsi · Tērvete · Tukums · Vaiņode · Valka · Varakļāni · Vārkava · Vecpiebalga · Vecumnieki · Ventspils · Viesīte · Viļaka · Viļāni · Zilupe